# Biatec
Biatec var navnet på en person, sandsynligvis en konge der optrådte på de keltiske mønter slået af Boiistammen i Bratislava (hovedstaden i Slovakiet) i det 1. århundrede f.Kr.. Ordet Biatec (eller Biatex) bruges ligeledes som navn på disse mønter. I litteraturen, omtales de også sommetider som "hexadrakmer af Bratislavatypen". Biatecer, reelt antikkens drakmer og tetradrakmer lavet af højkvalitets sølv og guld, har inskription i store latinske bogstaver. Blandt 14 forskellige inskriptioner (for eksempel NONNOS, DEVIL, BUSU, BUSSUMARUS, TITTO), optræder BIATEC oftest. inskriptionerne repræsenterer de ældste kendte eksempler på et skriftsprog i Slovakiet og de omliggende territorier. Mønterne har en diameter på 25 mm og en vægt på 16,5-17 gram. Forsiden viser of forskellige billeder af et hoved eller to hoveder. Bagsiden viser oftest en rytter, men forskellige mytologiske og faktiske dyr optræder ligeledes.